# Helga Heeren
Helga Heeren (geboren 4. Februar 1947) ist eine deutsche Juristin. Sie war von 1991 bis 2007 Richterin am Bundesverwaltungsgericht in Berlin.

## Beruflicher Werdegang
Helga Heeren schloss das Studium der Rechtswissenschaft ab.
Am 1. August 1991 wurde sie zur Richterin am Bundesverwaltungsgericht ernannt und übte ihr Amt bis zum 28. Februar 2007 aus.

## Veröffentlichungen
- Planung und Plankontrolle. Entwicklungen im Bau- und Fachplanungsrecht. Otto Schlichter zum 65. Geburtstag. Herausgegeben von den Mitgliedern des 4. Senats des Bundesverwaltungsgerichts, Jörg Berkemann, Günter Gaentzsch, Günter Halama, Helga Heeren, Eckart Hien und Hans-Peter Lemmel. Heymann, Köln u. a. 1995, ISBN 3-452-23232-8